# Синяговський Петро Юхимович
Петро Юхимович Синяговський (29 травня [11 червня] 1906, село Єньківська каплиця, тепер село Вишневе Хорольського району Полтавської області — 1 лютого 1996, місто Ірміно Луганської області) — український радянський діяч, шахтар, начальник дільниці шахти імені Сталіна Ірминського шахтоуправління тресту «Кадіїввугілля» Луганської області. Депутат Верховної Ради СРСР 3—5-го скликань. Кандидат у члени ЦК КПРС в 1956—1961 роках. Член ЦК КПУ в 1949—1960 роках. Герой Соціалістичної Праці (28.08.1948).

## Біографія
Народився в родині селянина-бідняка. Українець. Після закінчення початкової школи з 1925 року працював у сільському господарстві, робітником на залізниці, слюсарем.
З 1929 року працював у Донбасі, на шахті «Центральна-Ірміно» (з 1936 року — імені Й. В. Сталіна) коногоном, вибійником, бригадиром вибійників. 19 вересня 1935 року Синяговський перевищив рекорд видобутку вугілля, встановлений Олексієм Стахановим, видобувши за зміну 184 тонни вугілля. У 1937 році арештовувався органами НКВС, але був відпущений після втручання Лазаря Кагановича.
Член ВКП(б) з 1939 року.
З серпня 1941 по 1945 рік — у Червоній армії, учасник німецько-радянської війни. У 1942 році — командир відділення 856-го окремого батальйону зв'язку 395-ї стрілецької дивізії 18-ї армії Закавказького фронту, старший сержант. У 1943 році — командир телефонно-кабельного взводу 114-ї окремої роти зв'язку 395-ї стрілецької дивізії, молодший лейтенант. У 1945 році — командир взводу 856-го окремого батальйону зв'язку 395-ї стрілецької дивізії 1-го Українського фронту, лейтенант.
У 1945 році повернувся на шахту, працював бригадиром вибійників, гірничим майстром, помічником начальника дільниці шахти імені Й. В. Сталіна тресту «Кадіїввугілля» комбінату «Ворошиловградвугілля» (м. Ірміно Ворошиловградської області).
З 1949 року — начальник дільниці № 5 шахти імені Й. В. Сталіна тресту «Кадіїввугілля» комбінату «Ворошиловградвугілля» (м. Ірміно Ворошиловградської (Луганської) області). У 1950 році закінчив курси гірничих майстрів у місті Кадіївці Ворошиловградської області.
З 1962 року — персональний пенсіонер в місті Ірміно Луганської області. Наставник молоді, до 1984 року працював на шахті.

## Нагороди
- Герой Соціалістичної Праці (28.08.1948)
- два ордени Леніна (28.08.1948, 4.09.1948)
- орден Трудового Червоного Прапора (23.01.1948)
- орден Червоної Зірки (20.10.1943)
- орден Вітчизняної війни 1-го ступеня (11.03.1985)
- орден Вітчизняної війни 2-го ступеня (15.04.1945)
- медаль «За відвагу» (30.10.1942)
- медалі
- почесний знак «Шахтарська слава» 2-го і 3-го ступенів
- заслужений шахтар Української РСР
- почесний шахтар СРСР
- Почесний громадянин міста Стаханова